# Fronton Ranchettes (Teksas)
Fronton Ranchettes je naseljeno mjesto za statističke potrebe u američkoj saveznoj državi Teksas. Prema popisu stanovništva iz 2010. u njemu je živjelo 113 stanovnika.